# Michelle Thrush
Michelle Thrush, née le 6 février 1967 à Calgary au Canada, est une actrice canadienne d'origine amérindienne.

## Biographie
Michelle Trush, qui appartient au peuple Cree, a grandi à Calgary dans l'Alberta.

## Filmographie
- 1984 : Isaac Littlefeathers – Sally Littlefeathers
- 1986 : The Wake
- 1991 : Le Vent sombre d'Errol Morris – Shirley Topaha
- 1995 : Dead Man de Jim Jarmusch – La compagne de Nobody
- 1997 : Délit d'abandon (Unwed Father) (téléfilm) de Michael Switzer – Holly
- 2002 : Skins de Chris Eyre – Stella
- 2005 : Fugitives Run
- 2007 : Pathfinder - Le Sang du guerrier de Marcus Nispel – Mère indienne
- 2011-2013 : Blackstone (série télévisée) – Gail Stoney
- 2013 : Jimmy P. (Psychothérapie d'un Indien des Plaines) d'Arnaud Desplechin – Gayle Picard
- 2022 : Prey - Aruka
- 2023 : Little Bird (série télévisée) – Brigit

## Distinctions
- 2011 : Prix Gemini de la meilleure actrice pour la série Blackstone